# Skorpenokształtne
Skorpenokształtne (Scorpaeniformes) – rząd ryb promieniopłetwych.  Blisko spokrewnione z okoniokształtnymi, wraz z którymi należą do nadrzędu kolcopłetwych. Cechą charakterystyczną rzędu jest kostna tarcza pod okiem.

## Występowanie
Ryby z rzędu skorpenokształtnych zasiedlają oceany na całym świecie, włączywszy w to obszary polarne. Istnieją także gatunki słodkowodne. W wodach słonych występują od środka strefy przybrzeżnej do strefy bentonicznej, na głębokościach dochodzących do 4 000 metrów. W wodach słodkich spotykane są w głębokich jeziorach oraz zimnych rzekach i strumieniach.

## Cechy charakterystyczne rzędu
- kostna tarcza pod okiem, łącząca kości podoczne z kośćmi wieczka skrzelowego[2]
- głowa i ciało zazwyczaj pokryte kolcami lub tarczkami kostnymi[3]

## Biologia i ekologia
Są to ryby drapieżne, polujące na skorupiaki i małe ryby.

## Podrzędy i rodziny wyróżniane w rzędzie
Podrzędy i rodziny zaliczane do rzędu skorpenokształtnych:
- Podrząd: Anoplopomatoidei
  - Rodzina: Anoplopomatidae - anoplopomowate
- Podrząd: Cottoidei - głowaczowce
  - Rodzina: Abyssocottidae
  - Rodzina: Agonidae - lisicowate
  - Rodzina: Bathylutichthyidae
  - Rodzina: Comephoridae - gołomiankowate
  - Rodzina: Cottidae - głowaczowate
  - Rodzina: Cottocomephoridae
  - Rodzina: Cyclopteridae - taszowate
  - Rodzina: Ereuniidae
  - Rodzina: Hemitripteridae
  - Rodzina: Liparidae - dennikowate
  - Rodzina: Psychrolutidae
  - Rodzina: Rhamphocottidae
- Podrząd: Dactylopteroidei
  - Rodzina: Dactylopteridae - strwolotkowate
- Podrząd: Hexagrammoidei
  - Rodzina: Hexagrammidae - terpugowate
- Podrząd: Normanichthyiodei
  - Rodzina: Normanichthyidae
- Podrząd: Platycephaloidei
  - Rodzina: Bembridae
  - Rodzina: Hoplichthyidae
  - Rodzina: Platycephalidae - płaskogłowowate
  - Rodzina: Peristediidae
  - Rodzina: Triglidae - kurkowate
- Podrząd: Scorpaenoidei
  - Rodzina: Apistidae
  - Rodzina: Aploactinidae
  - Rodzina: Caracanthidae
  - Rodzina: Congiopodidae
  - Rodzina: Eschmeyeridae
  - Rodzina: Gnathanacanthidae
  - Rodzina: Neosebastidae
  - Rodzina: Pataecidae
  - Rodzina: Scorpaenidae - skorpenowate
  - Rodzina: Sebastidae
  - Rodzina: Setarchidae
  - Rodzina: Synanceiidae - szkaradnicowate
  - Rodzina: Tetrarogidae

Klasyfikacja rzędu skorpenokształtnych jest kwestią sporną - niektórzy autorzy klasyfikują podrzędy Scorpaenoidei, Platycephaloidei, Triglioidei i Cottoidei jako należące do okoniokształtnych, bez wyodrębniania rzędu skorpenokształtnych, ponieważ taka systematyka pozwala zachować monofiletyczność kladu okoniokształtnych. W innym ujęciu przedstawia się inny podział wewnątrz rzędu - podrzędy pozostają takie same, ale wyodrębnia się 26 rodzin, zamiast powyższych 35.